# Хамилтън (окръг, Айова)
Вижте пояснителната страница за други значения на Хамилтън.
Окръг Хамилтън (на английски: Hamilton County) е окръг в щата Айова, Съединени американски щати. Площта му е 1494 km², а населението - 16 438 души (2000). Административен център е град Уебстър Сити.